# Stenalcidia biniola
Stenalcidia biniola là một loài bướm đêm trong họ Geometridae.